# Rosmersholm
Rosmersholm je drama norského dramatika Henrika Ibsena. První poznámky k textu hry vznikly již na přelomu let 1884–1885. Definitivní podoba dramatu vyšla poprvé tiskem 23. listopadu 1886, divadelní premiéra hry byla 12. dubna 1887 v Oslo. Nejstarší český překlad pochází z roku 1887. Jeho autorkou je Eliška Pešková, která hru volně přeložila z norštiny a nazvala ji Bílí koně.

## Obsah
Hra má čtyři dějství a odehrává se na Rosmersholmu, starém panství nedaleko pobřežního městečka v západním Norsku. Celý příběh zabírá dva roky, vlastní děj se odehraje během jednoho večera a následujících dvou dnů.
V Rosmersholmu figuruje šest postav. Johanes Rosmer, asi třiačtyřicetiletý váhavý muž, je bývalý farář. Rodovým založením je konzervativní, tradicionalista. Rebeka Westová je nekonvenční, emancipovaná třicetiletá žena bydlící na Rosmersholmu. Pod jejím vlivem se Rosmer pokouší změnit své společensko-politické názory a snaží se je obhájit před veřejností (ve hře zastoupenou rektorem Krollem, Rosmerovým bývalým přítelem). Na vztahu hlavních hrdinů lze vidět, že „ideály, které v autorových předchozích dílech jedince povzbuzovaly, náhle představují zátěž, ochromující jedincovu vůli“. Situaci zkomplikuje odhalení důvodu sebevraždy Rosmerovy manželky Beaty. Drama tak spěje k tragickému vyústění.
Drama je silně symbolické. V textu figuruje například přízrak bílých koní, který odkazuje k Beátině smrti.

## Česká uvedení
- Prozatímní Národní divadlo v Brně, premiéra: 19. října 1887, Divadelní společnost Pavla Švandy ze Semčic, uvedeno pod názvem Bílí koně, režie: Pavel Švanda
- Národní divadlo, Praha, premiéra: 24. listopadu 1899, režie: Jakub Seifert
- Národní divadlo, Praha, premiéra: 11. ledna 1922, režie: Vojta Novák
- Stavovské divadlo/Národní divadlo, Praha, premiéra: 23. března 1928, režie: Vojta Novák
- Československá televize, 1974, režie: Jiří Svoboda[3]
- Národní divadlo v Brně, premiéra: 17. června 2005, režie: J. A. Pitínský[4]
- Český rozhlas, premiéra: 1. prosince 2012, režie: Hana Kofránková
- Divadlo na Vinohradech, Praha, premiéra: 22. února 2013, uvedeno pod názvem Rebeka, režie: Juraj Deák[5]